# Périple

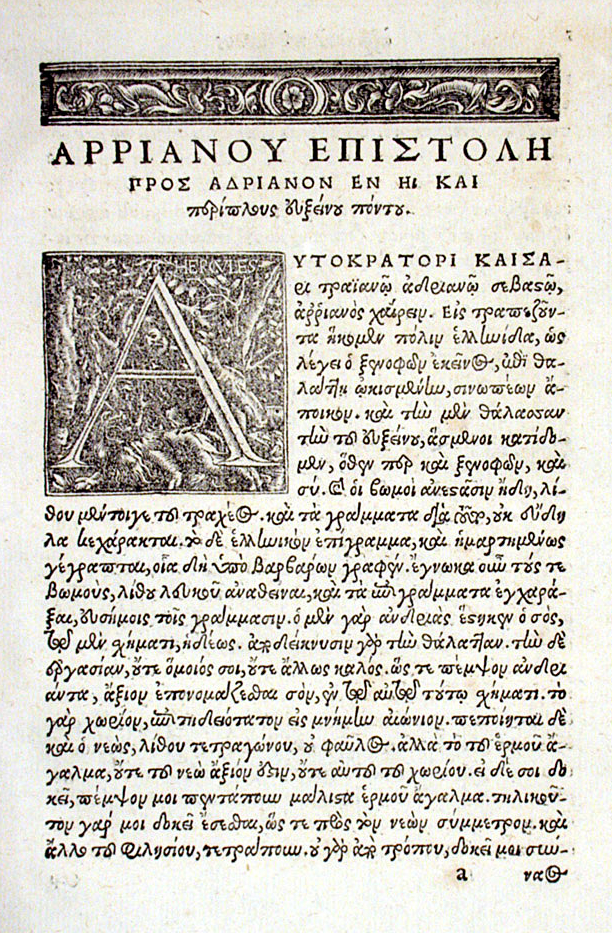
Périple du Pont-Euxin d'Arrien (imprimé par Johann Froben et Nicolaus Episcopius à Bâle en 1533)

Un périple (περίπλους, en grec ancien, littéralement : « naviguer autour » ; en  latin navigatio, voyage en bateau) est, dans l'Antiquité, un document sur lequel les marins phéniciens, grecs puis romains, pouvaient se baser dans leur navigation le long des côtes, pour se déplacer relativement aux ports, embouchures, amers ou à certains dangers que ce genre de documents situait de manière approximative.
Le français périple, substantif masculin, est un emprunt du latin periplus, substantif masculin, lui-même emprunt du grec ancien περῐ́πλους, substantif masculin composé de περί et πλοῦς,. Le nom commun περῐ́πλους est attesté au IVe siècle av. J.-C. : sa première occurence connue se trouve chez Hérodote,,, qui l'emploie dans le sens de « naviger autour ». Son emploi au sens de « relation d’un voyage par mer autour d'un pays » est attesté chez Lucien de Samosate,. Le terme périple a maintenant le sens de long voyage et/ou de voyage circulaire, ou encore de voyage touristique.
L'auteur d'un périple est un périplographe,,,,.
Le périple est un genre littéraire,,,,, : le genre périplographique,,,,,. Ses débuts, sont datés du VIe siècle av. J.-C.,,,, quand les Grecs avaient déjà établi des colonies autour de la Méditerranée et de la mer Noire. Antérieurement, les voyages en mer relatés ne sont d'abord attribués qu'aux héros ou aux dieux ; puis, au VIIe – VIe siècle av. J.-C., apparaissent les premières relations d'expéditions maritimes effectuées par de « simples mortels » : par exemple, Hérodote nous informe sur celles de Colæos de Samos, et de Scylax de Caryanda,.
Le principe de composition littéraire d'un périple consiste à décrire une région depuis la ligne du littoral. Celle-ci constitue l'espace hodologique du développement du texte. Cet espace linéaire est le spatium epicum (« espace épique »), c.-à-d. celui de l'épopée dont les Argonautiques offrent une illustration et dont le périple reprend le principe traditionnel de composition.
À la suite de Marcien d'Héraclée, les auteurs distinguent les périples dites de la mer Intérieure — c.-à-d. de la mer Méditerranée — de ceux dits de la mer Extérieure — c.-à-d. de l'océan — ainsi que de ceux dits partiels.

## Notions connexes
Le paraplous est la navigation côtière (action de naviguer en longeant la côte) relatée dans un périple,. Un paraplous est aussi une section du périple dont celui-ci donne la distance.
Un anaplous est un voyage à contre-courant. Ἀνάπλους Βοσπόρου (« Remontée du Bosphore ») est le titre du périple de Denys de Byzance.

### Période et périégèse
Un périple se différencie d'une période (περίοδος) : alors que la région est décrite, dans un périple, depuis la mer, en longeant la côte, elle l'est, dans une période, depuis la terre, en longeant un chemin. Un périple ou une période se différencie d'une périégèse (περιήγησις) : celle-ci, décrivant une région de manière plus détaillée que ne le fait un périple ou une période, sert de guide de voyage.

### Stadiasme et miliasme
Un stadiasme (σταδιασμός / stadiasmós) est une distance exprimée en stades. Le stadiasmôn epidromḗ est l'abrégé, par Timosthène de Rhodes, de sa descriptions des ports en dix livres et consiste en une compilation de distances, données en stades, d'un port à l'autre. Au IIe siècle av. J.-C., le stadiasme est considéré comme un genre littéraire. Par exemple, l'extrait de la description des ports de Timosthène, conservé par Marcien d'Héraclée, et celui du périple de Ménippe, conservé par Constantin VII Porphyrogénète, sont aujourd'hui considérés comme des stadiasmes. Le stadiasme le plus connu est le Stadiasme de la (Grande) Mer (stadiasmòs tês thalássēs) conservé par la Chronique (Chronikón) d'Hippolyte de Rome, à l'année 324 av. J.-C. : son titre complet est Stadiasme ou Périple de la Grande Mer (stadiasmòs ḗtoi períplous tês megálēs thalássēs) ; et il consiste en la révision byzantine d'un stadiasme du IIIe siècle av. J.-C..
Un miliasme (miliasmós) est l'analogue d'un stadiasme lorsque des distances sont exprimées en miles.

## Exemples
- Le Périple d'Hannon, du nom d'un navigateur carthaginois du VIe siècle avant notre ère, décrivant la côte de l'actuel Maroc jusqu'au golfe de Guinée[45],[46] ;
- Le Périple de Pseudo-Scylax, généralement daté du IVe ou IIIe siècle avant notre ère.
- Le Périple de la mer Érythrée, ouvrage anonyme datant des Ier – IIIe siècles. Il décrit l'itinéraire en mer Rouge (ici appelée « mer Érythréenne », de même signification) puis décrit la côte de l'Inde jusqu'à l'embouchure du Gange et la côte orientale de l'Afrique (appelée Azania)
- Le Périple d'Himilcon, d'un autre navigateur carthaginois, décrivant une route au-delà du cap Finisterre vers la Bretagne ou les îles anglaises[47] ;
- Le Périple des marins de Néchao que signale Hérodote dans Histoires avait été organisé par le pharaon Néchao II pour faire la circumnavigation de l'Afrique en partant de la Mer Rouge.
- Le Périple massaliote[45],[48] ;
- Le périple de Pythéas vers le nord de l'Europe[45],[49],[48] ;
- Le voyage au Pays de Pount entrepris à la demande de la reine-pharaon Hatchepsout.
- Le Périple de Polybe[50] ;
- Le Stadiasme de la Grande Mer, anonyme, conservé par la Chronique d'Hippolyte de Rome[51],[45] ;
- L'Épitomé ou Abrégé, par Marcien d'Héraclée, du Périple de la mer Intérieure de Ménippe de Pergame[14],[52] ;
- Le Périple de la mer Extérieure de Marcien d'Héraclée, en deux livres[51].

Certains textes sur des périples sont des récits décrivant les côtes avec l'indication des distances entre les ports :
- Le Périple du Pont-Euxin ou périple de la mer Noire d'Arrien, description des routes le long des côtes de la mer Noire, en 131 av. J.-C.
- Le périple de la « mer extérieure » de Marcien d'Héraclée.

| Auteur             | datation               | titre                 |
| ------------------ | ---------------------- | --------------------- |
| Scylax de Caryanda | c. 519 – 512 av. J.-C. | Périple               |
| Euthymènes         | av. 509 av. J.-C.      | ?                     |
| Philéas            | Ve siècle av. J.-C.    | ?                     |
| Damastès           | Ve siècle av. J.-C.    | ?                     |
| Ctésias            | c. 398 – 397 av. J.-C. | ?                     |
| Callisthène        | c. 370 – 327 av. J.-C. | Périple               |
| Timagète           | c. 350 av. J.-C.       | ?                     |
| Pseudo-Scylax      | Philippe II            | Périple de l'écoumène |

| Auteur                | datation                                 | titre                    |
| --------------------- | ---------------------------------------- | ------------------------ |
| Andron                | Alexandre                                | ?                        |
| Néarque               | Alexandre                                | ?                        |
| Androsthène           | Alexandre                                | Périple de l'Inde        |
| Cléon                 | Alexandre                                | ?                        |
| Apellas               | Ptolémée Ier                             | Périple                  |
| Andrétas              | IVe – IIIe siècle av. J.-C.              | Périple de la Propontide |
| Timostène             | Ptolémée II                              | ?                        |
| Eudoxe                | c. 278 – 200 av. J.-C.                   | ?                        |
| Mnaséas               | Ératosthène                              | ?                        |
| Siméas                | Ptolémée III                             | Périple de l'écoumène    |
| Nymphodore            | 3e tiers ou fin du IIIe siècle av. J.-C. | Périples                 |
| Charon de Carthage    | IIIe – 146 av. J.-C.                     | Périple                  |
| ?                     | ?                                        | Périple d'Hannon         |
| Zénothémis            | 2de moitié du IIe siècle av. J.-C.       | Périple                  |
| Xénophon de Lampsaque | c. 146 – 50 av. J.-C.                    | Périple                  |
| Apollonide            | ap. Mithridate VI                        | Périple                  |
| Alexandre Polyhistor  | c. 80 – 35 av. J.-C.                     | Périple de Lycie         |
| Timagène              | c. 55 av. J.-C.                          | Périple de toute la mer  |
| Sosandre              | av. Auguste                              | ?                        |
| Agathon               | ?                                        | Périple du Pont          |

| Auteur              | datation     | titre                        |
| ------------------- | ------------ | ---------------------------- |
| Ménippe             | Auguste      | Périple de la mer Intérieure |
| Isidore de Charax   | Auguste      | ?                            |
| Alexandre de Myndos | Ier siècle   | Périple de la mer Érythrée   |
| anonyme             | Ier siècle   | Périple de la mer Érythrée   |
| Arrien              | c. 131 – 132 | Périple du Pont-Euxin        |
| Denys de Byzance    | IIe siècle   | Remontée du Bosphore         |
| anonyme             | c. 250 – 300 | Stadiasme de la Grande Mer   |
| Marcien d'Héraclée  | c. 400       | Périple de la mer Extérieure |
| anonyme             | VIe siècle   | Périple du Pont-Euxin        |